# Гринвуд, Лора
Лора Гринвуд (англ. Laura Greenwood; 11 декабря 1991 год) — британская актриса, участница YoungBlood Theatre Company в 2006 году.

## Биография
Впервые получила известность в возрасте 14 лет, исполнив роль Пенни Филлипс в телесериале ITV «Главный подозреваемый», где снялась вместе с Хелен Миррен. Критики высоко оценили роль актрисы в теледраме, в частности Дэвид Бенучилли из New York Daily News и Роберт Ллойд из Los Angeles Times.
Ранее Гринвуд снялась в детском телесериале «Моя жизнь как у попугая» и в драме «Уйдите и я споткнусь». Также снялась в эпизодических ролях в фильмах «Братья Гримм» и «V — значит вендетта».
В 2008 году снялась в мыльной опере ITV «Эхо - Бич». Также появилась в эпизодической роли самой себя/балерины в сериале «Перемещение стола».
Также Гринвуд появилась в телесериале «Мессия» в роли Лии Уоллес. Он транслировался на BBC One в январе 2008 года. В том же году она ещё появилась в другом телесериале производства BBC — «ХолбиБлю». В настоящее время она завершила съёмки главной роли в фильме «Уколоться», снятый Дэниелем Янгом.

## Фильмография
- Несчастный случай — серии 29: 28. Аня Холлинс (2015)
- Хит и Мисс как Софи, различные эпизоды (2012)
- Chris Ryan’s Strike Back — Александра Портер (2011)
- Изгои — Эйсли (2011)
- Похищение и выкуп — Тэсс Кинг, ITV (2011)
- Интересно, короткометражка, снятая в лондонской школе[6]
- Моя жизнь как у попугая — Холли Севьор, различные эпизоды, ITV (2004)[6][7]
- V — значит вендетта — Сара (2005)
- Уйдите и я споткнусь — Петра (2005)
- Братья Гримм — Саша, озвучка чудищ (2005)[8]
- Главный подозреваемый: Финальный акт — Пенни Филлипс (2006)
- Званый ужин — Люси (2007)
- Наполеон — Полина Бонапарт[5]
- Эхо-Бич — Грейс Пенуордер
- Мессия 5 — Лия Уоллис[5]
- Перемещение стола — в роли самой себя
- ХолиБлю — Джессика[5]
- Уколоться — Шарлотта[9]
- Чисто английское убийство — Сара Брюер
- Идентичность — Вики Бролин